# Seleção Senegalesa de Voleibol Feminino
A seleção senegalesa de voleibol feminino é uma equipe do continente africano, composta pelas melhores jogadoras de voleibol do Senegal. É mantida pela Federação Senegalesa de Voleibol (FSVB). Encontra-se na 63ª posição do ranking mundial da FIVB segundo dados de setembro de 2021.